# Ulrich Kessler (General)

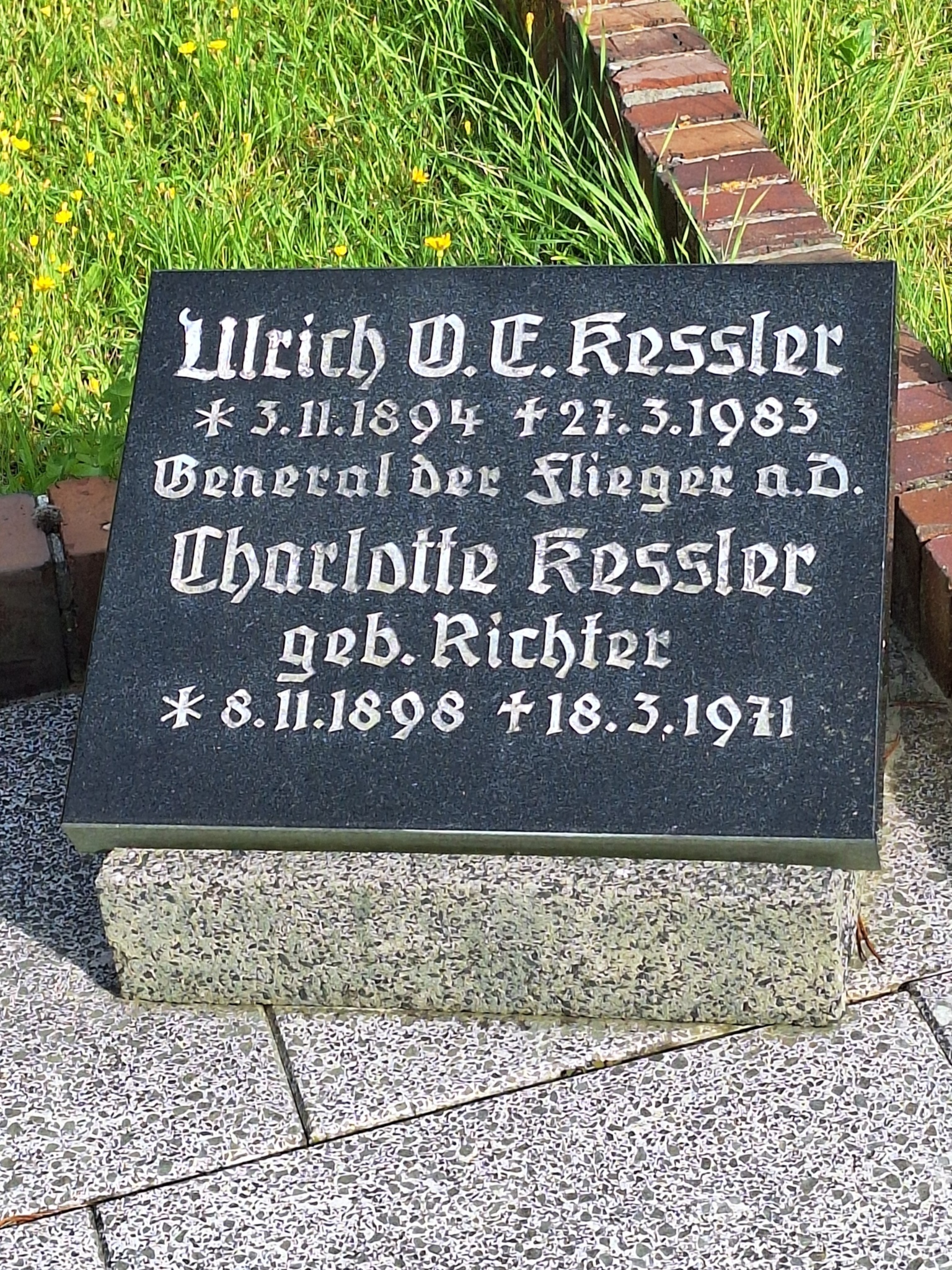
Grabmal von Ulrich Kessler und seiner Ehefrau auf dem Friedhof der Ev.-luth. Kirche von Borkum

Ulrich Kessler (* 3. November 1894 in Danzig-Langfuhr; † 27. März 1983 in Bad Urach) war ein deutscher Offizier, zuletzt General der Flieger der Luftwaffe im Zweiten Weltkrieg.

## Persönliches
Kessler war der Sohn des Amtsgerichtsrates Adolf (1862–1945) sowie seiner Ehefrau Elsbeth (geb. Tressen, 1871–1947) und mit Charlotte (geb. Richter, 1898–1971) verheiratet. Ihr Sohn Hans-Joachim (1924–2006) war Oberstleutnant und mit Gerda Renate (geb. Akkermann, 1924–2005) verheiratet. Letztere stammt aus einer auf Borkum alteingesessenen, verzweigten Familie, woher auch die Verbindung zur Insel mit seiner letzten Ruhestätte dort rührt.

## Militärische Biografie
Beförderungen
- 23. Dezember 1914 Fähnrich zur See
- 13. Juli 1916 Leutnant zur See
- 28. September 1920 Oberleutnant zur See
- 1. März 1926 Kapitänleutnant
- 1. April 1933 Korvettenkapitän
- 1. April 1935 Oberstleutnant
- 1. April 1937 Oberst
- 1. April 1939 Generalmajor
- 1. April 1941 Generalleutnant
- 1. September 1944 General der Flieger

### Frühe Jahre und Erster Weltkrieg
Kessler trat am 1. April 1914 der Kaiserlichen Marine bei, wo er bis November 1914 zunächst die Marineschule Mürwik besuchte. Anschließend absolvierte er bis November 1916 seine praktische Bordausbildung auf der Wittelsbach sowie auf dem Kreuzer Lübeck. Nach dem Besuch mehrerer Fähnrichslehrgänge wurde Kessler im Januar 1917 der II. Seefliegerabteilung zugewiesen, wo er eine Ausbildung zum Flugzeugführer erhielt. Die letzten Kriegsmonate flog er als Flugzeugführer bei den Seefliegerstationen Helgoland, Zeebrügge und Norderney (II. Seefliegerabteilung), wo er auch Führer eines Riesenflugzeuges war.

### Zwischenkriegsjahre
Nach dem Ende des Ersten Weltkriegs diente Kessler ab Dezember 1918 bei der Garde-Kavallerie-Schützen-Division und wechselte im Januar 1919 in das Generalkommando unter Walther von Lüttwitz. Im Februar 1919 erfolgte seine Versetzung zum Reichsmarineamt, im September 1919 wurde er in den Stab der Marinestation der Nordsee kommandiert. Von Oktober 1921 bis September 1923 diente er dann als Wachoffizier bei der II. Torpedoboots-Flottille, anschließend von Oktober 1923 bis September 1925 zunächst als Adjutant bei der Schiffsstamm-Division der Nordsee und danach bis Mitte April 1927 als Wachoffizier an Bord der Hamburg. Vom 16. April 1927 bis September 1929 war Kessler Gruppenleiter des Marineflugwesens bei der Marineleitung. Nach einer Führergehilfenausbildung von Oktober 1929 bis März 1931 wurde Kessler am 1. April 1931 zum 4. Admiralstabsoffizier im Stab des Flottenkommandos ernannt. Im Oktober des gleichen Jahres wurde er als Wachoffizier auf das alte Linienschiff Hessen kommandiert. Im Januar 1933 wurde er zum Sachverständigen für die Marineluftfahrt bei der deutschen Delegation auf der Genfer Abrüstungskonferenz bestellt. Danach war er im Juli und August 1933 Referent in der Marineleitung.
Am 1. September 1933 trat Kessler zu der noch geheim betriebenen Luftwaffe über und war bis Ende September 1934 als Gruppenleiter des Amtes A im Reichsluftfahrtministerium in Berlin eingesetzt. Ab 1. Oktober 1934 war Kessler Kommandeur der Fliegerwaffenschule in Warnemünde, die er bis Ende September 1935 leitete. Nach einer Ausbildung an der Wehrmachtakademie in Berlin von Oktober 1935 bis September 1936 wurde Kessler am 1. Oktober 1936 Kommandeur der Küstenfliegertruppe List auf Sylt, die er bis Ende September 1937 kommandierte. Von Oktober 1937 bis Juni 1938 war er Chef des Stabes des Luftkreis-Kommandos IV, anschließend bis September 1938 im Generalstab der Luftwaffe. Von Oktober bis Mitte November 1938 war Kessler Offizier zur besonderen Verwendung im Reichsluftfahrtministerium. Am 15. November 1938 wurde er zum Kommodore des Kampfgeschwaders 152, des späteren Kampfgeschwaders 1 „Hindenburg“, ernannt.

### Zweiter Weltkrieg

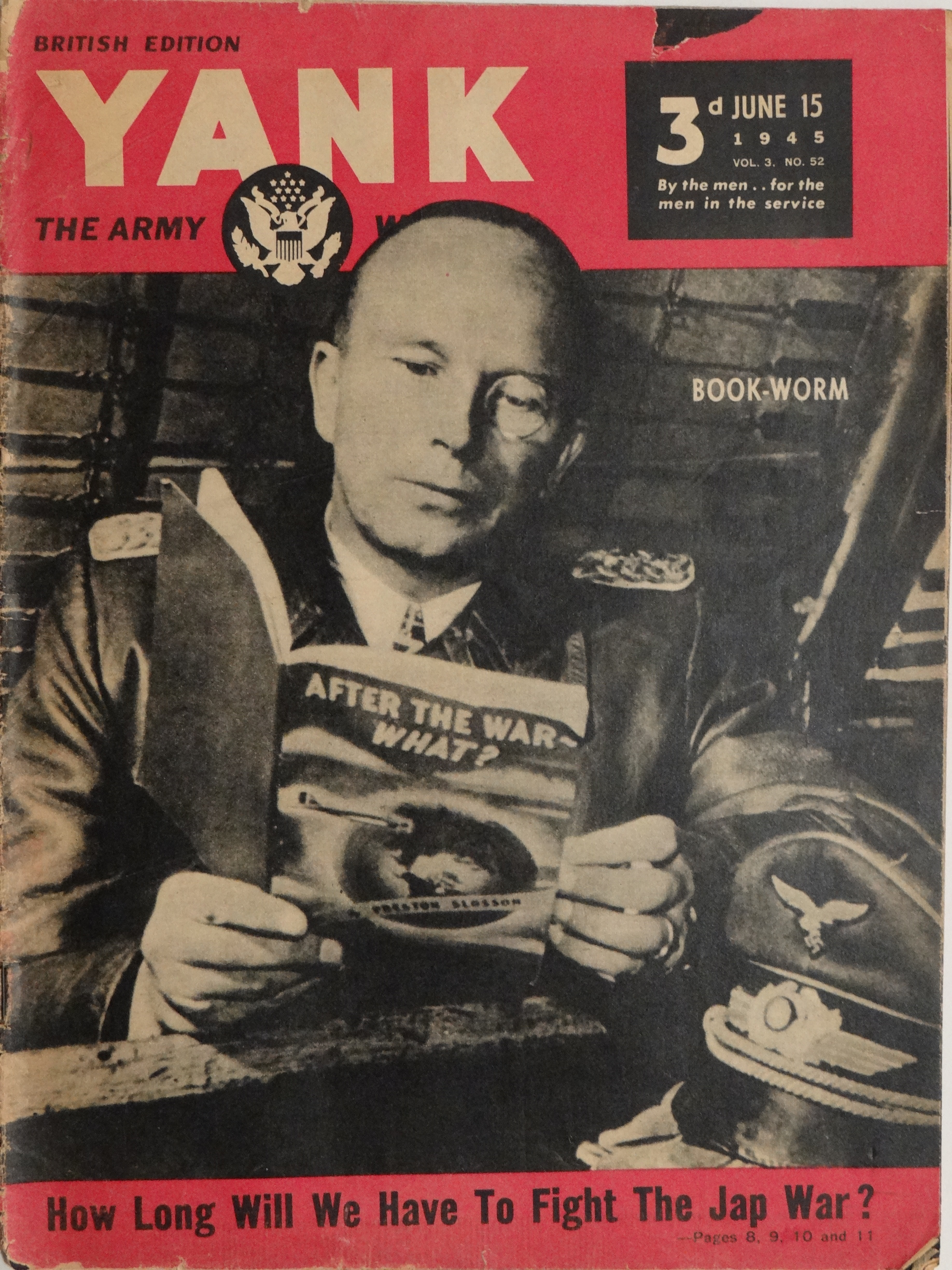
General Kessler in Kriegsgefangenschaft auf dem Titelbild von Yank, the Army Weekly, 15. Juni 1945

Dieses Geschwader führte Kessler während des Überfalls auf Polen und darüber hinaus bis zum 17. Dezember 1939. Ab 1. Januar 1940 war er bis Ende April 1940 Chef des Generalstabs der Luftflotte 1. Vom 1. Mai bis 27. Juni 1940 war er Chef des Generalstabes des X. Fliegerkorps bei der Besetzung Norwegens und zugleich Fliegerführer Drontheim. Am 28. Juni 1940 wurde Kessler Chef des Stabes des Ausbildungswesens der Luftwaffe und hatte zeitweilig dieselbe Funktion im Reichsluftfahrtministerium. Am 5. Februar 1942 wurde er zum Fliegerführer Atlantik ernannt; diesen Posten hatte er bis zum 15. März 1944 inne. Anschließend wurde er Chef des Luftwaffen-Verbindungstabes in Tokio sowie am 22. Januar 1945 auch Luftattaché an der dortigen Deutschen Botschaft. Auf der Fahrt nach Tokio, welche an Bord von U 234 unter Kapitänleutnant Johann Heinrich Fehler stattfand, erhielt der Kommandant am 10. Mai 1945 die Kenntnis von der Kapitulation der Wehrmacht. Daraufhin ergab er sich und seine Besatzung am 14. Mai 1945 der USS Sutton östlich des Flemish Cap. Kessler wurde am 10. Mai 1947 aus der Kriegsgefangenschaft entlassen.

## Auszeichnungen
- Eisernes Kreuz (1914) II. und I. Klasse
- Verwundetenabzeichen (1918) in Schwarz (Marineausführung)
- Lübecksches Hanseatenkreuz
- Wiederholungsspange zum Eisernen Kreuz (1914) (1939) II. und I. Klasse
- Deutsches Kreuz in Gold am 3. April 1944
- Ritterkreuz des Eisernen Kreuzes am 8. April 1944